# Мири
Ми́ри (малайск. Bandar Miri) — город в Малайзии, на острове Калимантан. Является центром одноимённых области и округа. Имеет статус «большого города» (малайск. bandar raya), присвоенный в 2005 году. Население — 228 212 чел. (по оценке 2006 года).

## История
Возникновение города связано с открытием в этом районе месторождений нефти в 1910 году. Сам город был основан в следующем, 1911 году. Благодаря доходам от добычи нефти город начал быстро развиваться — к началу 1920-х годов в нём насчитывалось уже свыше 40 магазинов, одна английская и одна китайская школы. В 1929 году Мири стал административным центром района Барам. Наибольший расцвет нефтяной отрасли пришёлся на 1930-е годы. Вскоре запасы сырья начали истощаться, однако были найдены новые нефтяные поля; в 1965 году здесь добывали по 95 000 баррелей в день. Малайская нефтедобывающая компания «Петронас» построила специальный порт для вывоза добытых углеводородов в местечке Лутонг (ныне — пригород Мири).
Новый этап в развитии города пришёлся на 1980-е — начало 90-х: были построены новые городские районы, отели, торговые комплексы. Также в это время начался подъём туриндустрии.

## Климат
| Показатель                                                        | Янв.  | Фев.  | Март  | Апр.  | Май   | Июнь  | Июль  | Авг.  | Сен.  | Окт.  | Нояб. | Дек.  | Год    |
| ----------------------------------------------------------------- | ----- | ----- | ----- | ----- | ----- | ----- | ----- | ----- | ----- | ----- | ----- | ----- | ------ |
| Средний суточный максимум, °C                                     | 29,7  | 30,0  | 30,6  | 31,2  | 31,5  | 31,4  | 31,1  | 31,2  | 31,0  | 30,7  | 30,0  | 30,3  | 30,72  |
| Средняя температура, °C                                           | 25,8  | 26,0  | 26,5  | 27,2  | 27,3  | 27,1  | 26,9  | 26,9  | 26,8  | 26,6  | 25,5  | 26,2  | 26,57  |
| Средний суточный минимум, °C                                      | 22,9  | 23,0  | 23,3  | 23,6  | 23,8  | 23,4  | 23,1  | 23,1  | 23,2  | 23,3  | 23,2  | 23,1  | 23,25  |
| Норма осадков, мм                                                 | 327,0 | 152,0 | 142,2 | 194,0 | 183,4 | 208,8 | 206,2 | 201,9 | 238,1 | 306,9 | 322,2 | 340,0 | 2822,7 |
| Источник: https://www.climate-charts.com/Locations/m/MS96449.html |       |       |       |       |       |       |       |       |       |       |       |       |        |

## Население
Этнический состав города весьма разнообразен. Здесь проживают ибаны, китайцы, малайцы, меланау, каяны, келабиты, бидайу, пунаны и ряд других народов и национальностей.

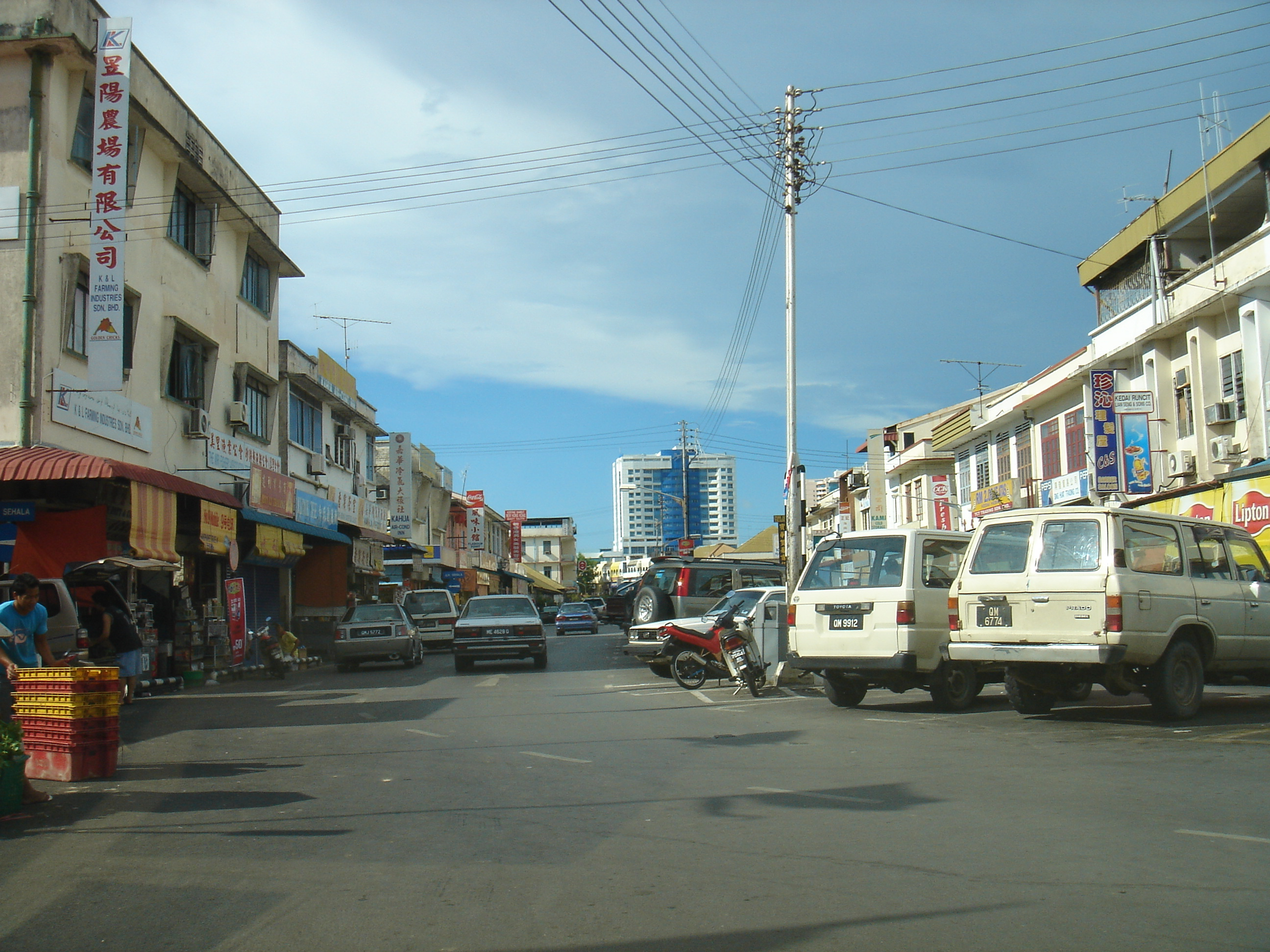
Одна из городских улиц

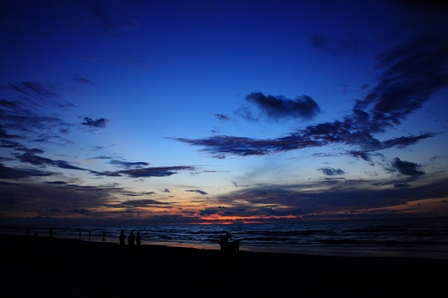
Городской пляж на закате.